# 주벤엘게누비
주벤엘게누비(Zubenelgenubi) 또는 천칭자리 알파(α Lib, α Librae)는 2.8등성의 A형 준거성으로, 천칭자리에서 두 번째로 겉보기 등급이 밝은 별이다.
‘주벤엘게누비’라는 이름은 ‘남쪽의 집게발’이란 뜻의 아랍어 알-주반 알-자누비(الزبن الجنوبي)에서 왔는데, 이는 천칭자리가 따로 없어 이 별이 전갈자리에 속해 있을 때 붙은 이름이다.

## 같이 보기
- 천칭자리의 항성 목록